# Mamit (huyện)
Huyện Mamit là một huyện thuộc bang Mizoram, Ấn Độ. Thủ phủ huyện Mamit đóng ở Mamit. Huyện Mamit có diện tích 2967 ki lô mét vuông. Đến thời điểm năm 2001, huyện Mamit có dân số 62313 người.